# Otto Nerz
Otto Nerz, né le 21 octobre 1892 à Hechingen et mort le 18 avril 1949 au camp de concentration d'Oranienburg-Sachsenhausen, est un footballeur allemand, devenu ensuite entraîneur, devenant notamment le premier sélectionneur de l'histoire de l'équipe d'Allemagne de football entre 1926 et 1936.

## Biographie
Exerçant la médecine, Nerz joua en amateur à Hechingen au VfR Mannheim et au Tennis Borussia Berlin avant d'être nommé sélectionneur de l'Allemagne. À l'époque, le football n'était pas le sport majeur dans le pays, et les footballeurs allemands étaient considérés comme plus faibles par rapport à ceux des autres pays d'Europe centrale comme l'Italie, la Hongrie, la Tchécoslovaquie ou l'Autriche. Mais Nerz développa cette équipe comme l'une des plus redoutables grâce à ses nombreux voyages en Angleterre ou en Italie.
L'Allemagne ne participa pas à la Coupe du monde 1930 en Uruguay, la première du nom, mais la Coupe du monde suivante, organisée en Italie, permit à l'Allemagne de s'affirmer au haut niveau. Ils battent la Belgique et la Suède mais tombent contre la Tchécoslovaquie en demi-finale. Ils finiront quand même 3e mettant un point d'honneur à battre les rivaux Autrichiens. Grâce à cette compétition, la popularité du football eu une forte augmentation en Allemagne.
Otto Nerz rejoignit le Parti Nazi bien avant l'accession de Adolf Hitler au pouvoir, et avec la bonne performance de la Coupe du monde, plaça le niveau d'espérance très haut pour les Jeux olympiques de Berlin en 1936. Pourtant, l'Allemagne est éliminée très rapidement par la Norvège. Nerz fut démis de ses fonctions et remplacé par Sepp Herberger.
Nerz, malgré son renvoi, prend des fonctions administratives à la Fédération d'Allemagne de football. Il fut arrêté après la Bataille de Berlin par les alliés à cause de son appartenance au parti Nazi et fut envoyé au camp de Sachsenhausen où il mourut après 4 ans d'emprisonnement.